# Ка ди Сола (Модена)
Ка ди Сола (итал. Ca' di Sola) је насеље у Италији у округу Модена, региону Емилија-Ромања.
Према процени из 2011. у насељу је живело 1061 становника. Насеље се налази на надморској висини од 92 м.